# 喬利埃特鎮區 (內布拉斯加州普拉特縣)
喬利埃特鎮區（英語：Joliet Township）是位於美國內布拉斯加州普拉特縣的一個行政鎮區。

## 地方資料
喬利埃特鎮區的面積為93.22平方千米，皆為陸地。根據2020年美國人口普查的數據，當地共有人口130人，而人口密度為每平方千米1.39人。